# Port Alguer
Port Alguer o Portdoguer és un raval del municipi de Cadaqués (Alt Empordà) situat al sud del nucli antic, bastit a la riba del moll del Castell. Diversos edificis estan inclosos en l'Inventari del Patrimoni Arquitectònic de Catalunya.

## Història
A partir del segle xvii comencen els primers assentaments fora muralles, resseguint les línies de la costa. El 1683 es basteix la riba de Port Alguer, i els porxos sortints de les dues primeres cases construïdes damunt d'ella, per així donar servei al port. D'aquest manera Port-Doguer es va convertir en el primer raval format a l'exterior de la muralla del Castell. Després de 1714, juntament amb la fi de les guerres, i passat el perill constant dels corsaris i pirates, les cases fora muralles es comencen a reproduir més ràpidament. Després de la liberalització del comerç amb Amèrica, gràcies al tractat del 1778, es produeix un cert renaixement de Cadaqués. En aquest moment, el tipus constructiu tradicional és marcat per la puresa i simplicitat dels porxos amb voltes i dels massissos murs emblanquinats.
Vers la meitat del segle xx, gràcies a l'obertura de la carretera, Cadaqués surt de l'aïllament en què es trobava i comença a transformar-se, tant a l'interior de la vila com a les ribes, on es continuà construint. Finalment a la dècada dels seixanta, coincidint amb el boom del turisme, comportà que molts integrants de la burgesia catalana, així com estrangers atrets per l'encant d'un país en vies de desenvolupament, hi assentessin les seves segones residències. Dintre d'aquest grup també es congregà un grup d'intel·lectuals que volien conservar trets del folklore i l'arquitectura tradicional, sense renunciar a la modernitat arquitectònica, fent-ho totalment compatible.

## Ses Voltes
Tram de carrer porticat adossat a les façanes davanteres de dos edificis entre mitgeres. La porxada està formada per tres arcs de mig punt frontals i dos més de laterals que la delimiten, i està coberta amb voltes d'aresta a l'interior. Damunt les voltes, l'espai s'aprofita com a terrasses dels habitatges superiors.
El número 13 presenta planta baixa i dos pisos. La teulada és a dues vessants i cobrint la terrassa del primer pis hi ha una altra coberta. El número 15 és de planta baixa i tres pisos i presenta un petit cos adossat al primer pis. Ambdues cases estan arrebossades i pintades de color blanc.
- A Wikimedia Commons hi ha contingut multimèdia relatiu a: Ses Voltes

## Casa Villavecchia

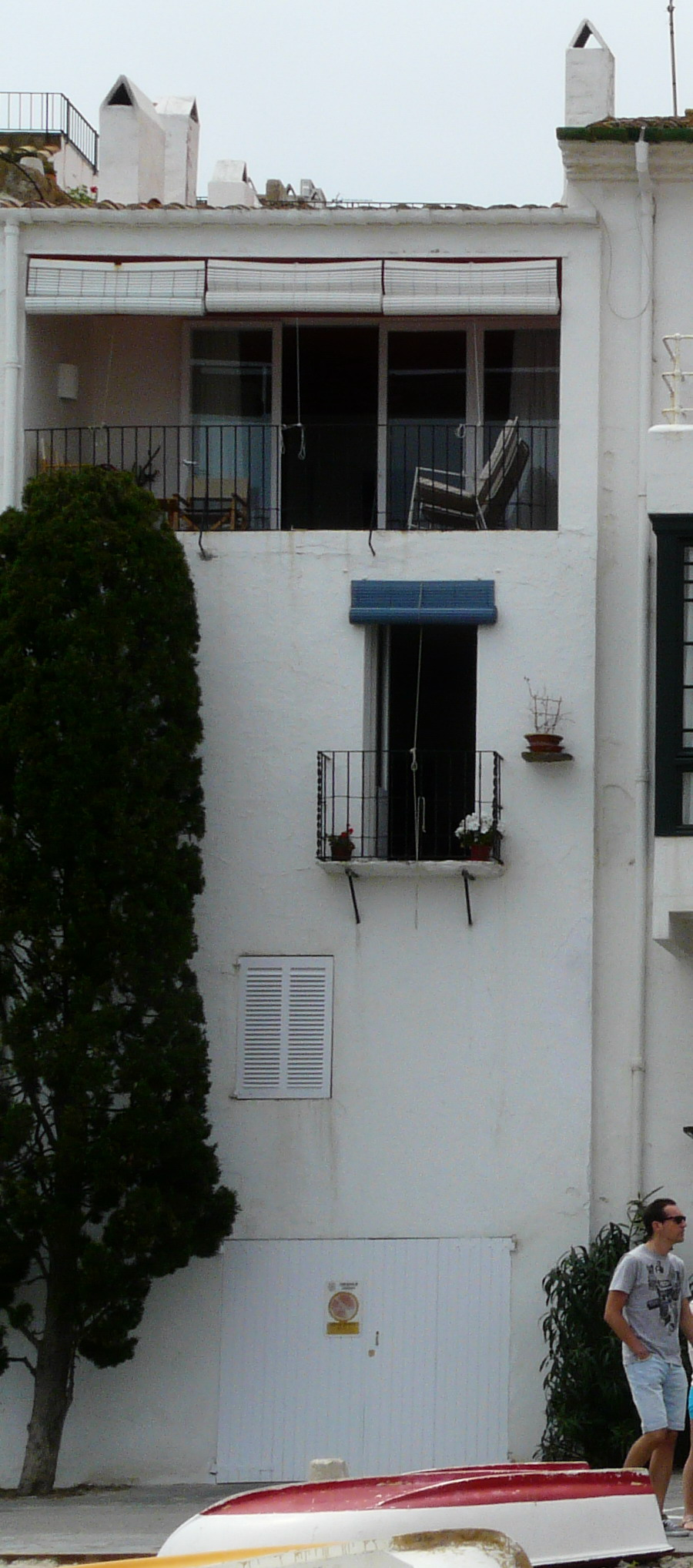
Casa Villavecchia

Situada en el carrer d'Eduard Marquina, número 7. Edifici entre mitgeres de planta rectangular, format per quatre pisos d'alçada, amb la coberta a dues vessants de teula. Originàriament, la casa constava de tres plantes encarades a mar i un altell que donava al carrer Eduard Marquina, i que ocupava la meitat de la planta superior. Amb la reforma, aquest altell es va ampliar fins a la façana de mar, situant-hi una gran terrassa coberta corresponent a l'espai de saló. La resta de plantes presenten una sola obertura, pràcticament coincidents amb les originals, de diferents tipologies. Els autors de la reforma de l'edifici el 1955 són Federico Correa i Alfonso Milà.
Tota la construcció es troba arrebossada i pintada de color blanc.
- A Wikimedia Commons hi ha contingut multimèdia relatiu a: Casa Villavecchia

## Casa Fradera

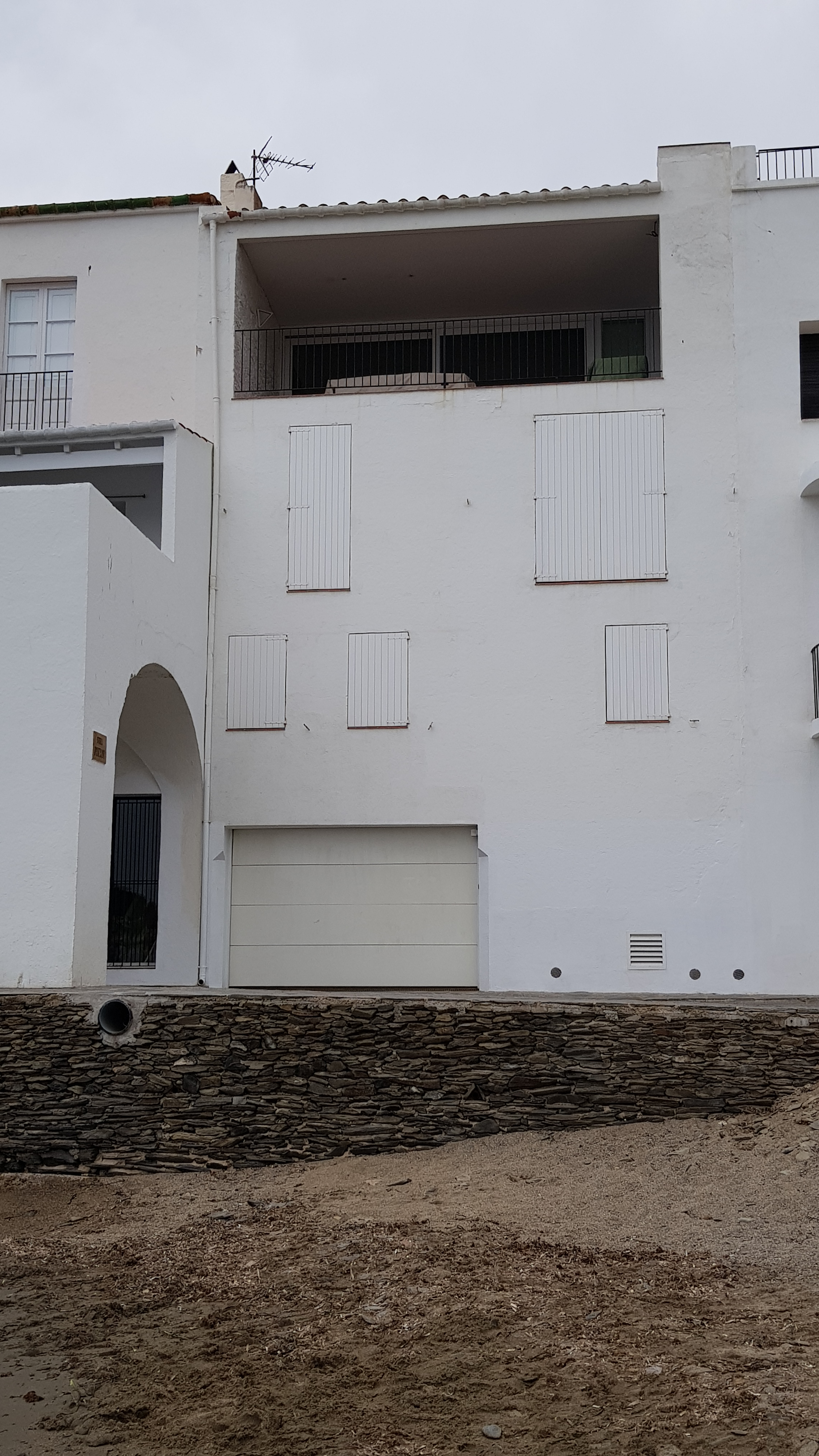
Casa Fradera

Situada en el número 11 del carrer d'Eduard Marquina, a l'inici de la platja de Port Alguer o Portdoguer.
Edifici entre mitgeres de planta rectangular, distribuït en planta baixa i tres pisos, amb coberta a dues vessants de teula. A l'última planta s'obre una terrassa coberta amb la mateixa teulada de l'edifici, amb sortida des del gran finestral del saló. Les habitacions es troben a les plantes inferiors. La façana presenta obertures de diferents dimensions, disposades seguint els eixos horitzontals que marca la distribució interior.
Tota la construcció es troba arrebossada i pintada de color blanc.
Els autors de la reforma d'aquest edifici foren Federico Correa i Alfonso Milà.
- A Wikimedia Commons hi ha contingut multimèdia relatiu a: Casa Fradera

## Casa al carrer Eduard Marquina, 25

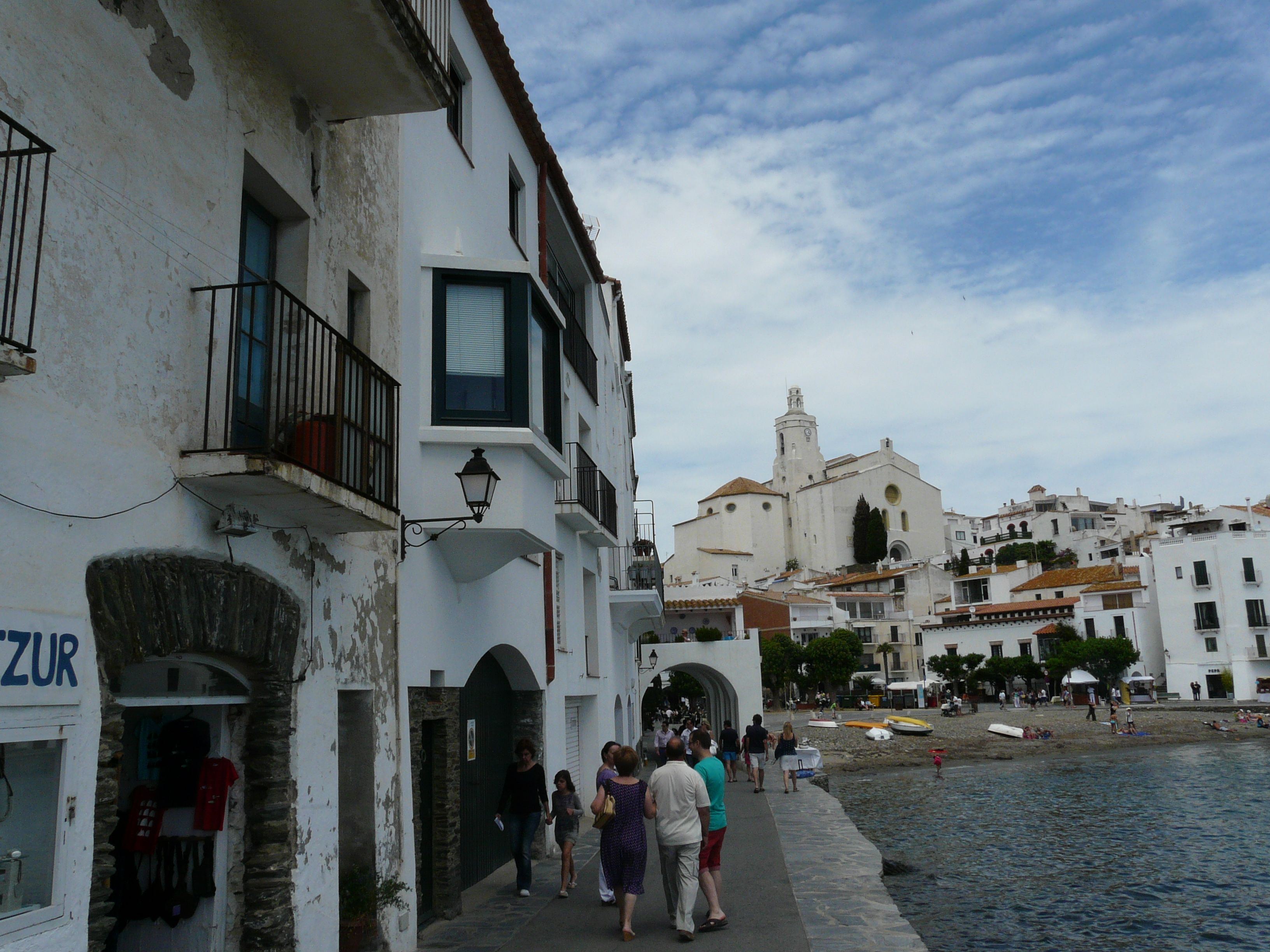
Casa Eduard Marquina, 25

Edifici entre mitgeres de planta rectangular, destinat a habitatge unifamiliar. Té la coberta a dues vessants de teula, amb ràfec de dents de serra, i consta de planta baixa i dos pisos. La façana orientada a mar presenta un gran portal d'arc rebaixat a la planta baixa d'accés al garatge i la porta d'accés a l'habitatge. Ambdues obertures estan bastides amb lloses de pedra pissarra de la zona. A la primera planta hi ha una petita tribuna rectangular, amb el basament acabat decorat. Al costat, una terrassa amb barana, emmarcada per un gran arc de mig punt. Al segon pis, dues senzilles finestres quadrades. Per la part posterior, l'accés a la casa no es fa a peu de carrer sinó que hi ha unes petites escales per baixar a la porta.
La resta de la construcció es troba arrebossada i pintada de color blanc.
Aquesta casa se situaria cronològicament a partir del segle xvii. Posteriorment, va ser reformada vers la meitat del s. XX, per l'arquitecte Sixto Illescas. És força probable que la data de la reforma sigui pels voltants del 1950.
- A Wikimedia Commons hi ha contingut multimèdia relatiu a: Casa al carrer Eduard Marquina, 25

## Casa al carrer Eduard Marquina, 35

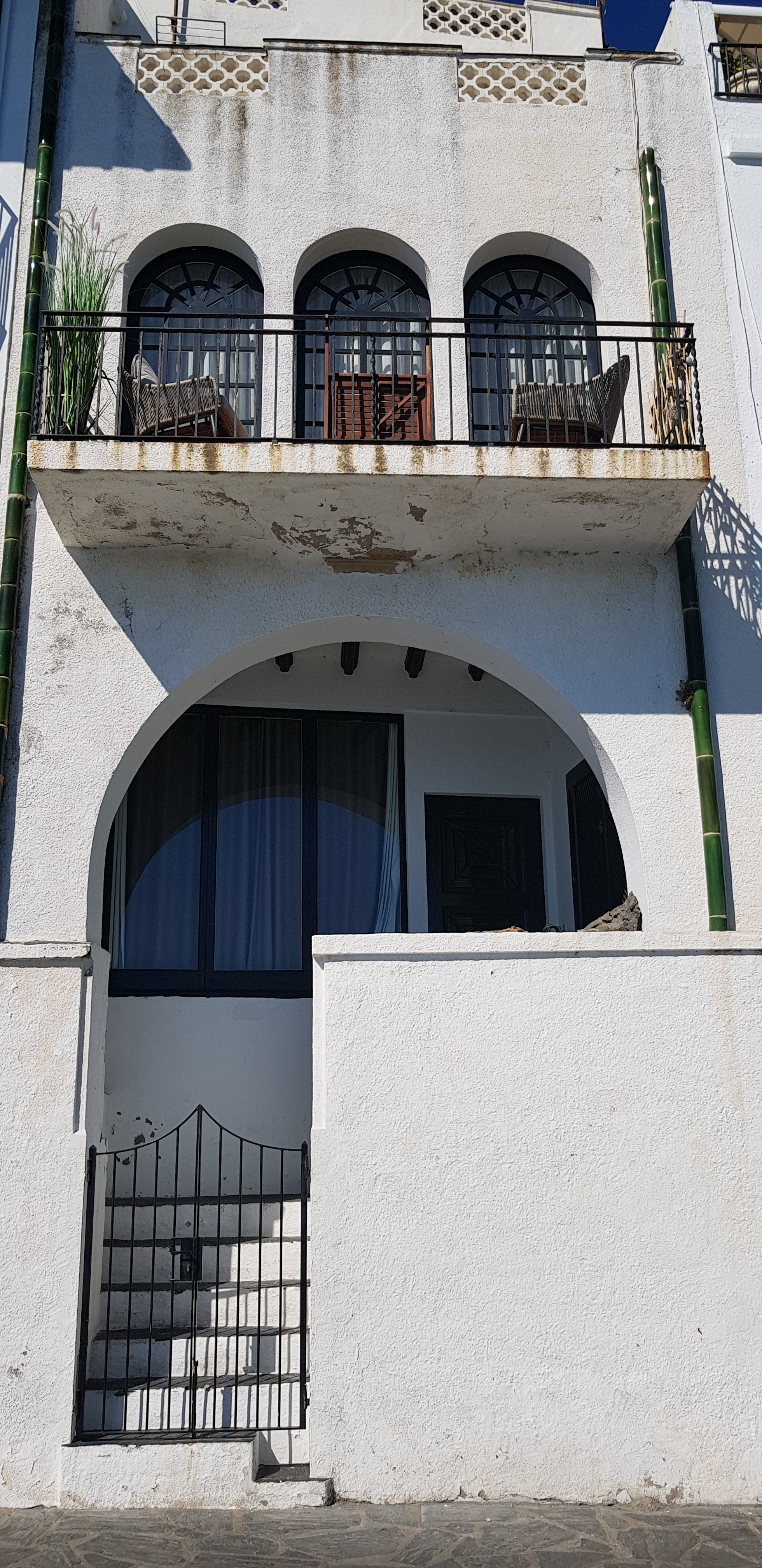

Situada al sud del nucli antic de la població de Cadaqués, també té façana davant la riba d'en Pitxot.
Edifici entre mitgeres de planta rectangular, destinat a casa d'estiueig. Presenta planta baixa, dos pisos i un àtic a la part superior, retirat de la línia de les façanes. La façana orientada a mar presenta un gran arc de mig punt, que delimita el porxo de la primera planta i emmarca les escales a dos trams d'accés a la porta. Per la banda dreta, l'arc es recolza damunt un gruixut sòcol d'obra. Al segon pis hi ha un balcó corregut amb tres obertures d'arc de mig punt amb vidrieres, perfectament arrenglerades. La façana està rematada per una motllura horitzontal i dos plafons de gelosia. Emmarcant-la pels laterals hi ha dues canaleres de ceràmica vidrada verda. Per damunt s'observa l'àtic retirat, amb el mateix coronament que l'anterior. Les obertures de la façana al carrer Eduard Marquina són rectangulars, amb un balcó exempt al pis i tortugada de teula vidrada verda.
La resta de la construcció es troba arrebossada i pintada de color blanc.
Aquesta casa se situaria cronològicament a partir del segle xvii. Posteriorment, va ser reformada vers la meitat del segle xx, per l'arquitecte Pelai Martínez i Paricio.
- A Wikimedia Commons hi ha contingut multimèdia relatiu a: Casa al carrer Eduard Marquina, 35